# Braunglanzschwänzchen
Das Braunglanzschwänzchen (Chalcostigma olivaceum), auch Braune Glanzschwänzchen oder Olivglanzschwänzchen genannt, ist eine Vogelart aus der Familie der Kolibris (Trochilidae), die in Peru und Bolivien vorkommt. Der Bestand wird von der IUCN als „nicht gefährdet“ (least concern) eingeschätzt.

## Merkmale
Das Braunglanzschwänzchen erreicht eine Körperlänge von etwa 14 bis 15 cm bei einem Gewicht von 8 bis 9 g. Das Männchen hat einen kurzen, geraden schwarzen Schnabel. Der Körper ist einheitlich dunkel olivgrün. Der schmale Kehlfleck ist smaragdgrün mit einer farblichen Erweiterung nach unten über Gelb, Pink bis ins Blaugrau oder Violett mit blauvioletter Spitze. Dieses verleiht ihm den Anschein eines Bartes. Der Schwanz ist gegabelt und matt olivgrün. Weibchen ähneln den Männchen, haben aber einen unvollständigen Kehlfleck und reduzierten „Bart“. Die äußeren Steuerfedern enden in einer blassen Spitze. Immature Jungtiere ähneln den Weibchen.

## Verhalten und Ernährung
Das Braunglanzschwänzchen bezieht seinen Nektar von herunterhängenden roten Pflanzen vermutlich aus der Gattung Castilleja an sumpfigen Hängen. Es ernährt sich viel von Insekten. Diese pickt es vom Boden, während es über dichtes Gras und abfedernde Pflanzen hoppelt. Auch im dichten Haar von weichen Kakteen sucht es immer wieder nach Insekten. Gelegentlich sieht man es am Boden sitzen, um pfeilschnell nach oben zu schießen und Fluginsekten zu ergattern. Männchen verteidigen ihr Futterterritorium. Die Futtersuche erfolgt in den unteren bis mittleren Straten.

## Fortpflanzung
Im Januar wurden Braunglanzschwänzchen mit vergrößerten Gonaden analysiert. Jungtiere wurden von Februar bis April in Zentralperu und im Mai um La Paz beobachtet. Wenn das Braune Glanzschwänzchen brütet, scheint es von Polylepis angezogen zu werden. Das Gelege besteht aus zwei Eiern. Das Ausbrüten erfolgt durch das Weibchen.

## Lautäußerungen
Der Gesang ist bisher nicht wissenschaftlich beschrieben. Es könnte sein, dass die Art kaum Laute von sich gibt.

## Migration
Das Zugverhalten des Braunglanzschwänzchens ist wenig erforscht. Es wird vermutet, dass es ein Standvogel ist bzw. als saisonaler Strichvogel wandert.

## Verbreitung und Lebensraum

Verbreitungsgebiet des Braunglanzschwänzchens

Das Braunglanzschwänzchen bevorzugt typische Puna-Graslandschaften und weiche Pflanzengemeinschaften, die manchmal mit Büschen verbunden sind. Auch sieht man es an Rändern von dichten Polylepis- und Gynoxys-Waldungen. Es bewegt sich in Höhenlagen zwischen 3600 und 4600 Metern.

## Unterarten
Es sind zwei Unterarten bekannt:
- Chalcostigma olivaceum pallens Carriker, 1935[3] ist in Zentralperu verbreitet. Diese Unterart ist etwas kleiner und wirkt im Erscheinungsbild etwas heller.[1]
- Chalcostigma olivaceum olivaceum (Lawrence, 1864)[4] – die Nominatform kommt im Südosten Perus bis nach Zentralbolivien vor.

## Etymologie und Forschungsgeschichte
Die Erstbeschreibung des Braunglanzschwänzchens erfolgte 1864 durch George Newbold Lawrence unter dem wissenschaftlichen Namen Ramphomicron olivaceus. Das Typusexemplar stammte aus La Paz. 1854 führte Heinrich Gottlieb Ludwig Reichenbach die neue Gattung Chalcostigma ein. Dieser Name leitet sich von den griechischen Wörtern χαλκός chalkós für „Bronze, bronzefarben“ und στίγμα stígma für „Merkmal, Markierung“ ab. Der Artname olivaceum ist lateinischen Ursprungs und leitet sich von olivaceus für „olivgrün“ bzw. oliva für „olivfarben“ ab. Pallens leitet sich von pallentis, pallere für „blassfarben, blass sein“ ab.